# Liste der Naturdenkmale in Mittelhof
Die Liste der Naturdenkmale in Mittelhof nennt die im Gemeindegebiet von Mittelhof ausgewiesenen Naturdenkmale (Stand 15. Februar 2024).

## Naturdenkmale
| Nr.         | Bezeichnung                             | Lage                                                    | Beschreibung            | Bild                                    |
| ----------- | --------------------------------------- | ------------------------------------------------------- | ----------------------- | --------------------------------------- |
| ND-7132-428 | Alte Hofeichen des Steckensteiner Hofes | Steckenstein, Steckensteiner Hof, gegenüber Nr. 13 Lage | Quercus sp., zwei Bäume | Direkt Bild zu diesem Denkmal hochladen |